# Ternholmane
Ternholmane est une île dans le landskap Sunnhordland du comté de Vestland. Elle appartient administrativement à Lindås.

## Géographie
Rocheuse et couverte d'arbres, à fleur d'eau, elle s'étend sur environ 661 m de longueur pour une largeur approximative maximale de 175 m. Il s'agit d'un groupe de sept trois îlets. 